# 唇にBe My Baby
「唇にBe My Baby」（くちびるにビーマイベイビー）は、日本の女性アイドルグループ・AKB48の楽曲。楽曲は秋元康により作詞、小内喜文により作曲されている。2015年12月9日にAKB48のメジャー42作目のシングルとしてキングレコードから発売された。楽曲のセンターポジションは高橋みなみが務めた。

## 背景とリリース
前作『ハロウィン・ナイト』から約4か月ぶりで、2015年第4弾のシングルである。Type Aの初回限定盤と通常盤、Type Bの初回限定盤と通常盤、Type Cの初回限定盤と通常盤、Type Dの初回限定盤と通常盤、劇場盤の9形態でリリースされた。全タイプ合わせて11曲が収録されており、『希望的リフレイン』と並びシングルでは最多の収録曲数となった。ミュージック・ビデオは全タイプ合わせて10作が制作、収録され、同一作品への収録としては過去最多である。
シングルCDのカップリング曲には、NHK連続テレビ小説『あさが来た』主題歌「365日の紙飛行機」（さんびゃくろくじゅうごにちのかみひこうき）が収録されている。同ドラマによる反響を受け、発売開始後しばらくして、帯の背面は同作品で主役の「あさ」を演じている女優の波瑠が印刷された両A面仕様に変更された。
初選抜メンバー入りはゼロ。選抜復帰のメンバーは5人で、加藤玲奈、木﨑ゆりあ、小嶋陽菜、峯岸みなみは『僕たちは戦わない』以来2作ぶり、入山杏奈は『Green Flash』以来3作ぶりの選抜復帰となった。前作シングル『ハロウィン・ナイト』選抜メンバーとの比較では、柴田阿弥、高柳明音、松村香織、武藤十夢、渡辺美優紀の5人が当作では選抜メンバーから外れた。
センターを務めるのは卒業を控える高橋みなみで、単独ではインディーズ・デビューシングル『桜の花びらたち』以来の9年3か月ぶりである。高橋は当初、今作が最終参加シングルとされていたが、次作『君はメロディー』にも参加することになった。また、Type Dには高橋の卒業ソングである「背中言葉」が収録された。
2015年11月19日に日本テレビ系列（読売テレビ制作）で生放送された特別音楽番組『ベストヒット歌謡祭2015』で初披露された。初披露を含め、テレビパフォーマンスでは選抜メンバーである島崎遥香が参加することは一度もなく、向井地美音がアンダー出演した。
キャッチコピーは「君の唇は誰のもの?」。
Type Bに収録された「マドンナの選択」は、メンバーの加藤玲奈が自分の推しメンを選ぶ「れなっち総選挙」で選抜されたメンバーによる楽曲で、1位に選ばれたHKT48の田中菜津美がセンターを務める。

## アートワーク
| Type A 表            | 北原里英・指原莉乃・高橋みなみ・松井珠理奈・横山由依                                                 |
| Type B 表            | 入山杏奈・島崎遥香・高橋みなみ・宮澤佐江・渡辺麻友                                                   |
| Type C 表            | 加藤玲奈・小嶋陽菜・高橋みなみ・峯岸みなみ・宮脇咲良                                                 |
| Type D 表            | 柏木由紀・木﨑ゆりあ・高橋みなみ・山本彩                                                             |
| Type A〜D 裏・劇場盤 | 「唇にBe My Baby」選抜メンバー16名（高橋みなみ以外は歴代のたかみな写真の等身大パネルを持っている。） |

Type AからType Dに関しては初回限定盤／通常盤ともに同一。ジャケット写真・表（劇場盤除く）は雑誌の切り抜き風になっていて印刷時に出る網点もあえて再現している。

## チャート成績
『唇にBe My Baby』のシングルCDは、発売前日（集計初日）の2015年12月8日付のオリコンデイリーCDシングルチャートにおいて推定売上枚数約81万3000枚を記録し、初登場で1位にランクインした。また、同日付の売上枚数によりAKB48のシングル総売上枚数は約3615万8000枚となり、B'zの約3580万9000枚を抜き歴代1位となったほか、秋元康は作詞したシングルの総売上枚数が約1億22万6000枚となり、1億枚突破を達成した。
その後、2015年12月21日付のオリコン週間CDシングルランキングにおいて初登場で1位にランクインした。同チャートにおけるAKB48のシングルの1位獲得は29作連続、通算29作目となった。初動売上は約90万5000枚であった（なおこの時点でのAKB48のシングル総売上枚数は約3625万1000枚）。また、この2週間後である2016年1月4日付の同チャートにおいて約7万1000枚の売上を記録して1位返り咲きを果たし、同時に累積売上枚数を約100万2000枚としチャート登場3週目でミリオンセラーを達成した。AKB48のシングルのミリオンセラー達成は23作連続、通算24作目である。一方、AKB48は『Everyday、カチューシャ』から前作まで21作連続で初動売上のみでのミリオンセラーを達成しており、この連続は本シングルで途切れる結果となった。
2015年度のオリコン年間シングルチャートでは、本シングルは4位にランクインした。このチャートは本シングルの初登場週である2015年12月21日付が集計最終週であり、すなわち本シングルは初動売上のみの集計でランクインしている。なお1位から3位もすべてAKB48の作品であり、AKB48はこのチャートの上位4位までを独占している。

## ミュージック・ビデオ

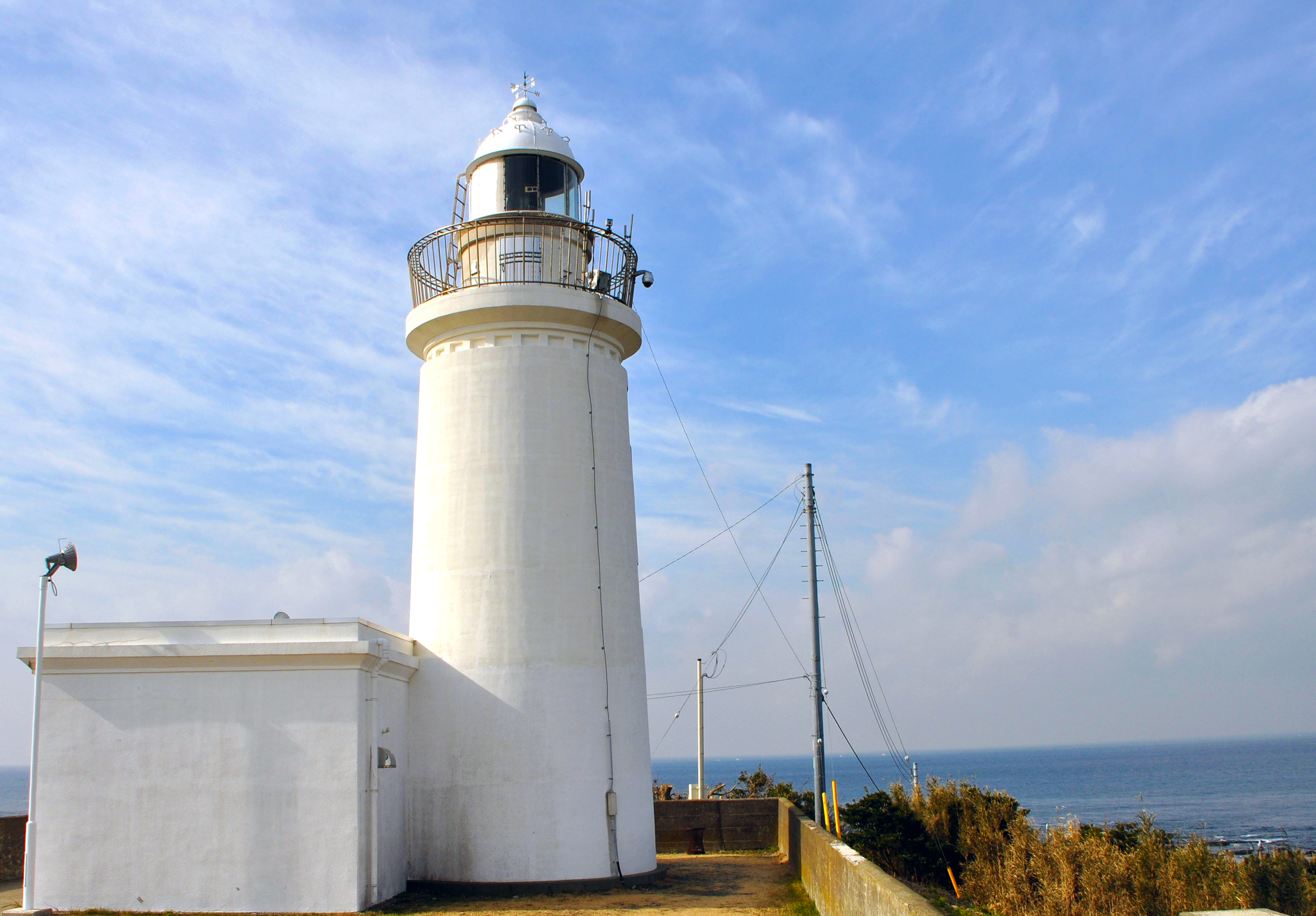
ミュージック・ビデオのロケ地・洲埼灯台

「唇にBe My Baby」のミュージック・ビデオは高橋栄樹が監督を務めた。MVは千葉県館山市の洲埼灯台や千葉県市原市の小湊鉄道上総鶴舞駅などで撮影された。テーマは「バトンタッチ」。島崎遥香と峯岸みなみはダンスシーンには不参加であった。

## シングル収録トラック
初回限定盤と通常盤の2種類が存在するが、収録トラックは同一。

### Type A
| #         | タイトル                          | 作詞      | 作曲               | 編曲         | 時間  |
| --------- | --------------------------------- | --------- | ------------------ | ------------ | ----- |
| 1.        | 「唇にBe My Baby」                | 秋元康    | 小内喜文           | 佐々木裕     | 4:42  |
| 2.        | 「365日の紙飛行機」               | 秋元康    | 角野寿和、青葉紘季 | 清水哲平     | 4:42  |
| 3.        | 「君を君を君を…」(次世代選抜)     | 秋元康    | 井上ヨシマサ       | 井上ヨシマサ | 4:21  |
| 4.        | 「やさしい place」(Team A)        | 秋元康    | 佐々木裕           | 佐々木裕     | 4:28  |
| 5.        | 「唇にBe My Baby off vocal ver.」 |           | 小内喜文           | 佐々木裕     | 4:42  |
| 6.        | 「365日の紙飛行機 vocal ver.」    |           | 角野寿和、青葉紘季 | 清水哲平     | 4:42  |
| 7.        | 「君を君を君を… off vocal ver.」  |           | 井上ヨシマサ       | 井上ヨシマサ | 4:21  |
| 8.        | 「やさしい place off vocal ver.」 |           | 佐々木裕           | 佐々木裕     | 4:28  |
| 合計時間: | 合計時間:                         | 合計時間: | 合計時間:          | 合計時間:    | 36:30 |

| #  | タイトル                                              | 作詞 | 作曲・編曲 | 監督     | 時間  |
| -- | ----------------------------------------------------- | ---- | ---------- | -------- | ----- |
| 1. | 「唇にBe My Baby」                                    |      |            | 高橋栄樹 | 13:06 |
| 2. | 「365日の紙飛行機」                                   |      |            | 土屋隆俊 | 5:06  |
| 3. | 「君を君を君を…」                                     |      |            | 井上強   | 5:01  |
| 4. | 「やさしい place」                                    |      |            | 本郷伸明 | 4:28  |
| 5. | 「WORDS 〜minami takahashi speaks words of wisdom〜」 |      |            |          |       |

### Type B
| #         | タイトル                               | 作詞      | 作曲               | 編曲      | 時間  |
| --------- | -------------------------------------- | --------- | ------------------ | --------- | ----- |
| 1.        | 「唇にBe My Baby」                     | 秋元康    | 小内喜文           | 佐々木裕  | 4:42  |
| 2.        | 「365日の紙飛行機」                    | 秋元康    | 角野寿和、青葉紘季 | 清水哲平  | 4:42  |
| 3.        | 「マドンナの選択」(れなっち総選挙選抜) | 秋元康    | Amber              | 若田部誠  | 4:32  |
| 4.        | 「お姉さんの独り言」(Team K)           | 秋元康    | you-me             | あらケン  | 5:35  |
| 5.        | 「唇にBe My Baby off vocal ver.」      |           | 小内喜文           | 佐々木裕  | 4:42  |
| 6.        | 「365日の紙飛行機 vocal ver.」         |           | 角野寿和、青葉紘季 | 清水哲平  | 4:42  |
| 7.        | 「マドンナの選択 off vocal ver.」      |           | Amber              | 若田部誠  | 4:32  |
| 8.        | 「お姉さんの独り言 off vocal ver.」    |           | you-me             | あらケン  | 5:35  |
| 合計時間: | 合計時間:                              | 合計時間: | 合計時間:          | 合計時間: | 39:06 |

| #  | タイトル                                                | 作詞 | 作曲・編曲 | 監督     | 時間  |
| -- | ------------------------------------------------------- | ---- | ---------- | -------- | ----- |
| 1. | 「唇にBe My Baby」                                      |      |            | 高橋栄樹 | 13:06 |
| 2. | 「365日の紙飛行機」                                     |      |            | 土屋隆俊 | 5:06  |
| 3. | 「マドンナの選択」                                      |      |            | 竹石渉   | 5:03  |
| 4. | 「お姉さんの独り言」                                    |      |            | 新宮良平 | 5:36  |
| 5. | 「PARTYのその先へ 〜高橋みなみ 卒業直前インタビュー〜」 |      |            |          |       |

### Type C
| #         | タイトル                              | 作詞      | 作曲               | 編曲           | 時間  |
| --------- | ------------------------------------- | --------- | ------------------ | -------------- | ----- |
| 1.        | 「唇にBe My Baby」                    | 秋元康    | 小内喜文           | 佐々木裕       | 4:42  |
| 2.        | 「365日の紙飛行機」                   | 秋元康    | 角野寿和、青葉紘季 | 清水哲平       | 4:41  |
| 3.        | 「あまのじゃくバッタ」(Team 8)        | 秋元康    | ながいたつ         | ながいたつ     | 3:54  |
| 4.        | 「金の羽根を持つ人よ」(Team B)        | 秋元康    | 粟津彰             | 野中“まさ”雄一 | 3:57  |
| 5.        | 「唇にBe My Baby off vocal ver.」     |           | 小内喜文           | 佐々木裕       | 4:42  |
| 6.        | 「365日の紙飛行機 vocal ver.」        |           | 角野寿和、青葉紘季 | 清水哲平       | 4:41  |
| 7.        | 「あまのじゃくバッタ off vocal ver.」 |           | ながいたつ         | ながいたつ     | 3:53  |
| 8.        | 「金の羽根を持つ人よ off vocal ver.」 |           | 粟津彰             | 野中“まさ”雄一 | 3:57  |
| 合計時間: | 合計時間:                             | 合計時間: | 合計時間:          | 合計時間:      | 34:32 |

| #  | タイトル                                                   | 作詞 | 作曲・編曲 | 監督     | 時間  |
| -- | ---------------------------------------------------------- | ---- | ---------- | -------- | ----- |
| 1. | 「唇にBe My Baby」                                         |      |            | 高橋栄樹 | 13:06 |
| 2. | 「365日の紙飛行機」                                        |      |            | 土屋隆俊 | 5:06  |
| 3. | 「あまのじゃくバッタ」                                     |      |            | 井上哲央 | 4:30  |
| 4. | 「金の羽根を持つ人よ」                                     |      |            | 三石直和 | 5:05  |
| 5. | 「テラみな 〜812テラバイトから厳選した高橋みなみ傑作集〜」 |      |            |          |       |

### Type D
| #         | タイトル                                   | 作詞      | 作曲               | 編曲           | 時間  |
| --------- | ------------------------------------------ | --------- | ------------------ | -------------- | ----- |
| 1.        | 「唇にBe My Baby」                         | 秋元康    | 小内喜文           | 佐々木裕       | 4:42  |
| 2.        | 「365日の紙飛行機」                        | 秋元康    | 角野寿和、青葉紘季 | 清水哲平       | 4:41  |
| 3.        | 「背中言葉」                               | 秋元康    | 三日市吉陽         | 野中“まさ”雄一 | 4:53  |
| 4.        | 「なんか、ちょっと、急に…」(Team 4)        | 秋元康    | 岡田実音           | 佐々木裕       | 4:44  |
| 5.        | 「唇にBe My Baby off vocal ver.」          |           | 小内喜文           | 佐々木裕       | 4:42  |
| 6.        | 「365日の紙飛行機 vocal ver.」             |           | 角野寿和、青葉紘季 | 清水哲平       | 4:41  |
| 7.        | 「背中言葉 off vocal ver.」                |           | 三日市吉陽         | 野中“まさ”雄一 | 4:53  |
| 8.        | 「なんか、ちょっと、急に… off vocal ver.」 |           | 岡田実音           | 佐々木裕       | 4:44  |
| 合計時間: | 合計時間:                                  | 合計時間: | 合計時間:          | 合計時間:      | 38:05 |

| #  | タイトル                                                                 | 作詞 | 作曲・編曲 | 監督     | 時間  |
| -- | ------------------------------------------------------------------------ | ---- | ---------- | -------- | ----- |
| 1. | 「唇にBe My Baby」                                                       |      |            | 高橋栄樹 | 13:06 |
| 2. | 「365日の紙飛行機」                                                      |      |            | 土屋隆俊 | 5:06  |
| 3. | 「背中言葉」                                                             |      |            | 中村太洸 | 6:42  |
| 4. | 「なんか、ちょっと、急に…」                                              |      |            | 末吉ノブ | 5:01  |
| 5. | 「旅立つ君へ。 〜高橋みなみへのAKB48グループメンバーお祝いコメント集〜」 |      |            |          |       |

### 劇場盤
| #  | タイトル                                    | 作詞   | 作曲               | 編曲           | 時間 |
| -- | ------------------------------------------- | ------ | ------------------ | -------------- | ---- |
| 1. | 「唇にBe My Baby」                          | 秋元康 | 小内喜文           | 佐々木裕       | 4:42 |
| 2. | 「365日の紙飛行機」                         | 秋元康 | 角野寿和、青葉紘季 | 清水哲平       | 4:41 |
| 3. | 「さっきまではアイスティー」(虫かご)        | 秋元康 | 櫻井真一           | 野中“まさ”雄一 | 3:58 |
| 4. | 「唇にBe My Baby off vocal ver.」           |        | 小内喜文           | 佐々木裕       | 4:42 |
| 5. | 「365日の紙飛行機 off vocal ver.」          |        | 角野寿和、青葉紘季 | 清水哲平       | 4:41 |
| 6. | 「さっきまではアイスティー off vocal ver.」 |        | 櫻井真一           | 野中“まさ”雄一 | 3:56 |

## 選抜メンバー
- 入山杏奈
- 柏木由紀 [注釈 3]
- 加藤玲奈
- 木﨑ゆりあ
- 北原里英 [注釈 4]
- 小嶋陽菜
- 指原莉乃 [注釈 5]
- 島崎遥香
- 高橋みなみ
- 松井珠理奈 [注釈 6]
- 峯岸みなみ
- 宮澤佐江 [注釈 7]
- 宮脇咲良 [注釈 8]
- 山本彩 [注釈 9]
- 横山由依
- 渡辺麻友